# Mona, de musical
Mona, de musical is het 99ste stripverhaal van De Kiekeboes. De reeks wordt getekend door striptekenaar Merho. Het album verscheen in oktober 2003.

## Verhaal
Firmin Van de Kasseien en diens zakenpartner Barry Caddé willen een Halloween-musical in het oude Muziekenhuis organiseren. Marcel Kiekeboe wordt hierbij aangesteld als zakelijk leider, maar tekent zijn doodscontract, aangezien hij alle gemaakte kosten uit eigen zak moet betalen. Toevallig resideren in het Muziekenhuis ook de vampieren: Mona, Benny, Vladje en opa Vladimir. Mona stelt zich kandidaat als hoofdrolspeelster, maar dat is zeer tegen de zin van Benny, die de musical op allerlei mogelijke manieren probeert te boycotten. En dan is er nog Marcel Kiekeboe, op wie Mona een oogje heeft. De problemen stapelen zich op, zodat de musical een flop dreigt te worden...

## Culturele verwijzingen
- Barry Caddé is een woordspeling op barricadé (Frans voor gebarrikadeerd)
- De musical Halloween die ze zullen opvoeren, is van de Amerikaanse componist Roger Hammerstein, een verwijzing naar het songwritersduo Rodgers and Hammerstein.
- Minister Kortding is een woordspeling op de tweede woorden kortgeding en korting.
- Het Muziekenhuis is een samenstelling tussen muziek en ziekenhuis.
- Op strook 20 spreekt Van de Kasseien af met Elodie Melody in een restaurant 'Nifertete', een woordspeling op 'Niet voor te eten'.
- De regisseur van de musical, Ray Petay, is een woordspeling op het Franse woord répéter.
- Op strook 67 lopen Firmin en Marcel rond op de jaarlijkse pompoenwedstrijd in Schrobberdonck, wat vermoedelijk een woordspeling is op de Antwerpse gemeente Grobbendonk.
- David Bowling is een woordspeling op popzanger David Bowie en het spel bowling.